# Sant Cosme
Mas Blau – stacja metra w Barcelonie, na linii 2 i 9 w Barcelonie.
Stację otwarto 26 lutego 2016 roku wraz z uruchomieniem linii L9.